# Flussjungfern
Die Flussjungfern (Gomphidae) sind eine Familie der Großlibellen (Anisoptera). Sie gehören damit auch zu den Libellen (Odonata). Ihr Verbreitungsschwerpunkt liegt in den Tropen Ostasiens und Südamerikas. Weltweit bilden sie 91 Gattungen mit etwa 950 Arten, von denen es in Deutschland nur sieben Arten gibt, die zum Teil gefährdet sind.
Die Imagines der Flussjungfern erreichen Körperlängen von maximal fünf Zentimetern (lediglich der Seedrache wird bis zu 5,7 cm lang) und fallen innerhalb der Großlibellen durch deutlich voneinander getrennte Komplexaugen auf. Sie sind schwarz-gelb oder schwarz-grün gezeichnet. Wie ihr Name bereits andeutet, findet man die Tiere vor allem an Bächen und Flüssen, die meisten Arten können sich aber auch in Stillgewässern entwickeln. Auf ihren Jagdflügen fliegen sie auch weitab der Gewässer, vornehmlich in bewaldeten Gebieten.

## Phylogenie
Die Flussjungfern gelten als morphologisch ursprüngliche Familie der Großlibellen, die zahlreiche plesiomorphe Merkmale erhalten haben, zum Beispiel in der Flügeladerung. Nach molekularen Merkmalen (Phylogenomik, Vergleich homologer DNA-Sequenzen) ist ihre Schwestergruppe die pazifisch verbreitete Familie der Petaluridae, mit denen sie unter anderem die weit getrennten Komplexaugen gemeinsam haben. Diese beiden sind vermutlich Schwestergruppe der anderen Großlibellen zusammengenommen.
Innerhalb der Familie werden acht Unterfamilien unterschieden, die nach den molekularen Ergebnissen aber nicht alle monophyletisch sind. In Zukunft sind daher Veränderungen des Systems zu erwarten.
- Hageniinae
- Octogomphinae
- Gomphinae
- Epigomphinae
- Austrogomphinae
- Phyllogomphinae
- Onychogomphinae
- Lindeniinae

## Arten

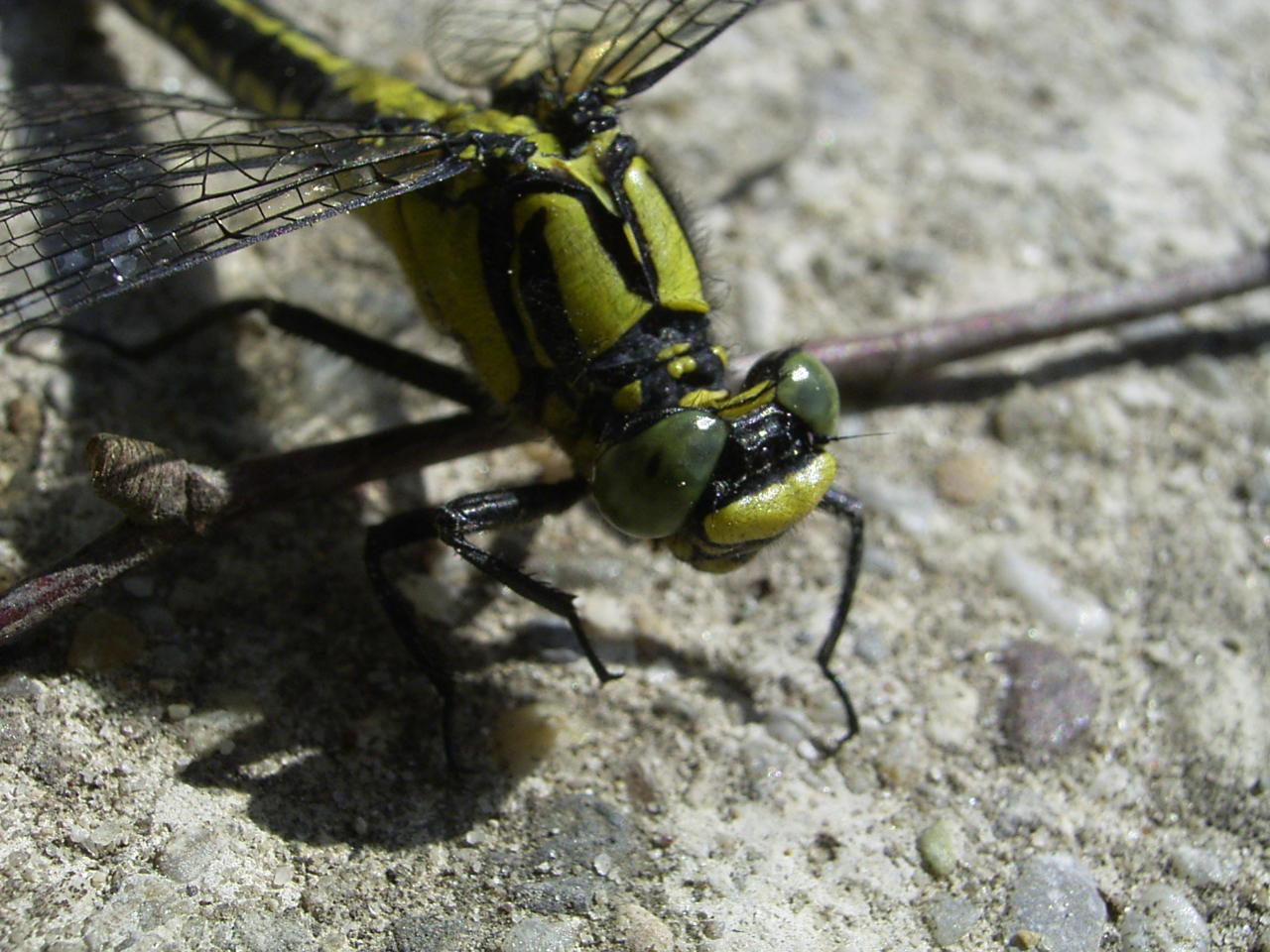
Ein markantes Merkmal der Flussjungfern (hier: Gomphus vulgatissimus) sind die deutlich getrennt stehenden Komplexaugen

Die folgende Übersicht stellt die europäischen Vertreter der Flussjungfern dar.
Flussjungfern – Gomphidae
- Gattung Keiljungfern – Gomphus

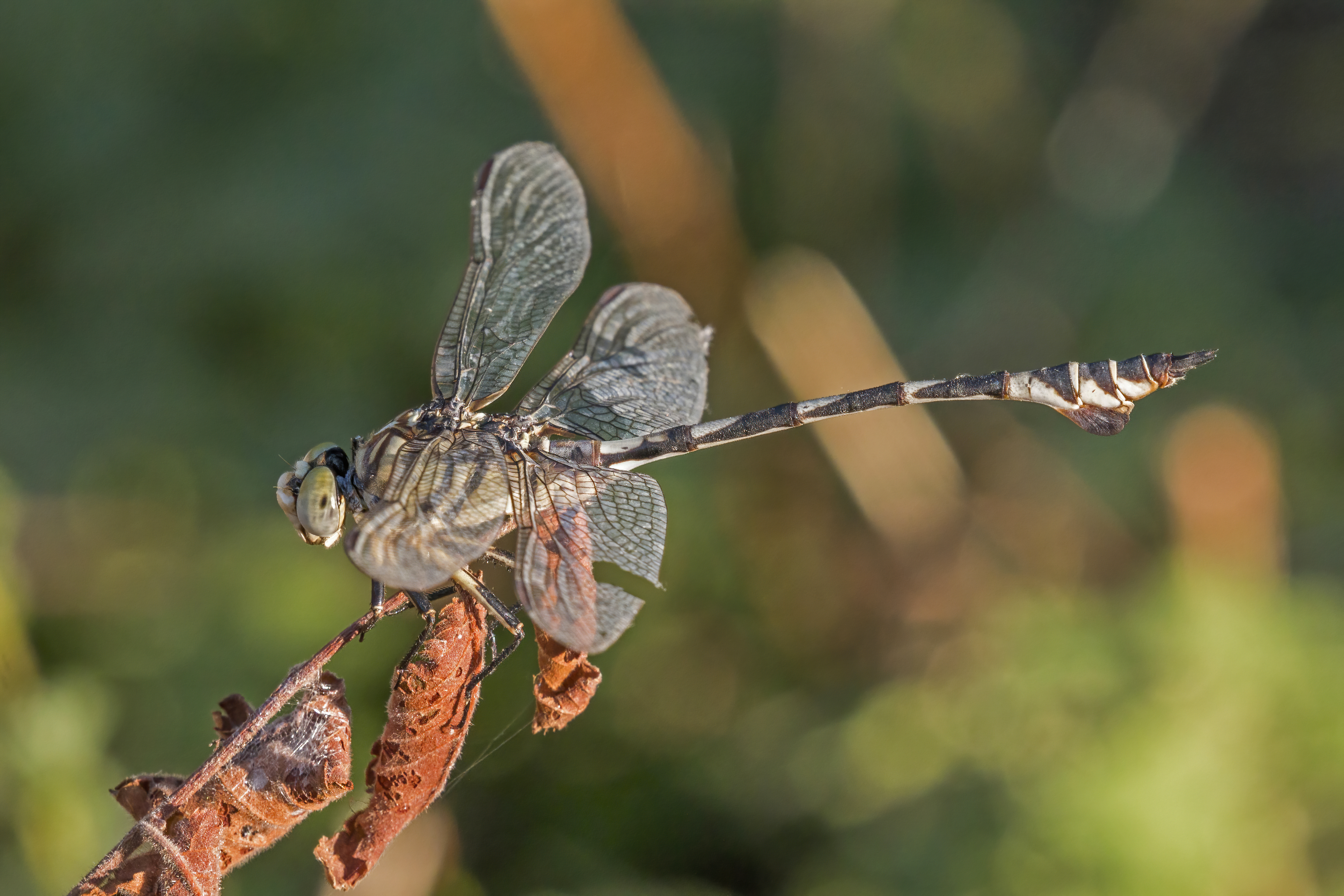
Seedrache (Lindenia tetraphylla), Männchen

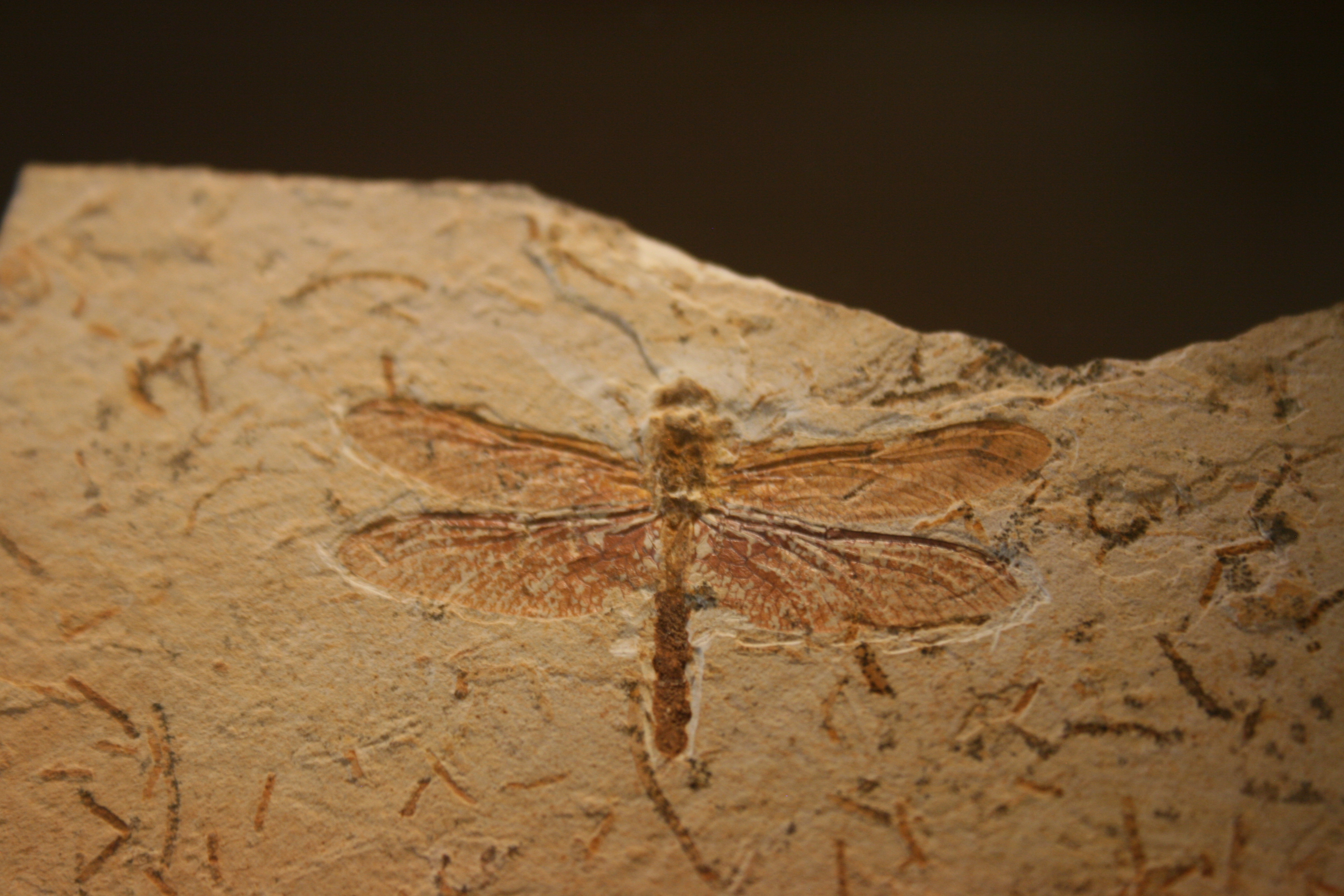
Fossil von Cordulagomphus tuberculatus aus der Santana-Formation Brasiliens, im Naturhistorischen Museum Wien

  - Asiatische Keiljungfer – Gomphus (Stylurus) flavipes
  - Französische Keiljungfer – Gomphus graslinii (Iberien, Südwest-Frankreich)
  - Westliche Keiljungfer – Gomphus pulchellus
  - Türkische Keiljungfer – Gomphus schneiderii (Südosteuropa)
  - Gelbe Keiljungfer – Gomphus simillimus (Mittelmeergebiet)
  - Gemeine Keiljungfer – Gomphus vulgatissimus
- Gattung Seedrachen (Libelle) – Lindenia
  - Seedrache (Libelle) – Lindenia tetraphylla (Italien, Balkan)
- Gattung Zangenlibellen – Onychogomphus
  - Braune Zangenlibelle – Onychogomphus costae (Iberien)
  - Zierliche Zangenlibelle – Onychogomphus flexuosus (Osteuropa)
  - Kleine Zangenlibelle – Onychogomphus forcipatus
  - Große Zangenlibelle – Onychogomphus uncatus
- Gattung Flussjungfern – Ophiogomphus
  - Grüne Flussjungfer, Grüne Keiljungfer – Ophiogomphus cecilia
- Gattung Sandjungfern – Paragomphus
  - Afrikanische Sandjungfer, Zwerg-Flussjungfer – Paragomphus genei (Mittelmeergebiet)